# Lenzie
Lenzie (Schots-Gaelisch: Lèanaidh) is een plaats in East Dunbartonshire, Schotland. Het ligt ongeveer 9 km ten noordoosten van Glasgow en is ook onderdeel van het stedelijke gebied van Glasgow. De plaats heeft ongeveer 8.000 inwoners (midden 2020).

## Geboren in Lenzie
- Andy Dunlop (1972), gitarist (Travis).